# Grönstrupig tangara
Grönstrupig tangara (Stilpnia argyrofenges) är en fågel i familjen tangaror inom ordningen tättingar.

## Utseende och läte
Grönstrupig tangara är en liten (13 cm) tangara med skilda dräkter mellan könen. Hanen har glänsande ljust gulbeige på mantel, bröstsidor och flanker som kontrasterar mot kolsvart på hjässa, nacke, undersida, vingar och stjärt. På huvudsidan, omringad av det svarta, syns också en glänsande ljust akvamarinblå till opalgrön fläck på sidan huvudet och strupen.
Honan saknar de svarta områden, med istället sotgrönt på hjässa och nacke. Buken och bakre delarna av undersidan är gråvita, medan bröstsidorna är bjärt gulgröna. På ovansidan syns att mantel och övergump båda är halmgula med grön anstrykning. Den opalfärgade masken i ansiktet är jämfört med hanen inte lika färgglad.
Sången beskrivs som en ljus och hes serie med läspande toner och ett lång och jämnt "weee". Bland lätena hörs fallande "tsew".

## Utbredning och systematik
Grönstrupig tangara delas in i två underarter med följande utbredning:
- Stilpnia argyrofenges caeruleigularis – förekommer i Anderna i längst ner i södra Ecuador och norra Peru (södra till Junín)
- Stilpnia argyrofenges argyrofenges – förekommer i yungas i västra Bolivia (La Paz, Cochabamba och västra Santa Cruz)

### Släktestillhörighet
Traditionellt placeras arten i släktet Tangara. Genetiska studier visar dock att släktet är polyfyletiskt, där en del av arterna står närmare släktet Thraupis. Dessa resultat har implementerats på olika sätt av de internationella taxonomiska auktoriteterna, där vissa expanderar Tangara till att även inkludera Thraupis, medan andra, som tongivande Clements et al., delar upp Tangara i mindre släkten. I det senare fallet lyfts grönstrupig tangara med släktingar ut till släktet Stilpnia, och denna linje följs här.

## Status
Grönstrupig tangara har ett stort utbredningsområde. Dess bestånd prognostiseras påverkas negativt i framtiden av den pågående avskogningen, så pass att den numera tas upp på internationella naturvårdsunionen IUCN:s röda lista över hotade arter, kategoriserad som sårbar (VU).